# Marzia Grossi
Pour les articles homonymes, voir Grossi.
Marzia Grossi (née le 2 septembre 1970) est une joueuse de tennis italienne, professionnelle de la fin des années 1980 à 1995. 
En 1994, elle a atteint le 3e tour à Roland-Garros (battue par Alexia Dechaume), sa meilleure performance en simple dans une épreuve du Grand Chelem. 
Au cours de sa carrière, Marzia Grossi a remporté un tournoi WTA en simple.

## Palmarès

### Titre en simple dames
| No | Date       | Nom et lieu du tournoi       | Catégorie | Dotation  | Surface      | Finaliste       | Score         |          |
| -- | ---------- | ---------------------------- | --------- | --------- | ------------ | --------------- | ------------- | -------- |
| 1  | 26/07/1993 | San Marino Open, Saint-Marin | Tier IV   | 100 000 $ | Terre (ext.) | Barbara Rittner | 3-6, 7-5, 6-1 | Parcours |

### Finale en simple dames
Aucune

## Parcours en Grand Chelem

### En simple dames
| Année | Open d'Australie | Open d'Australie | Internationaux de France | Internationaux de France | Wimbledon       | Wimbledon      | US Open         | US Open           |
| ----- | ---------------- | ---------------- | ------------------------ | ------------------------ | --------------- | -------------- | --------------- | ----------------- |
| 1993  | -                | -                | 1er tour (1/64)          | Nathalie Tauziat         | -               | -              | -               | -                 |
| 1994  | 1er tour (1/64)  | Sandrine Testud  | 3e tour (1/16)           | Alexia Dechaume          | 1er tour (1/64) | Gigi Fernández | 1er tour (1/64) | Lindsay Davenport |

À droite du résultat, l’ultime adversaire.

### En double dames
| Année | Open d'Australie | Open d'Australie | Internationaux de France | Internationaux de France | Wimbledon                 | Wimbledon                  | US Open | US Open |
| 1989  | -                | -                | -                        | -                        | 1er tour (1/32) B. Romano | Heidi Sprung Kim Steinmetz | -       | -       |

Sous le résultat, la partenaire ; à droite, l’ultime équipe adverse.

## Parcours en Coupe de la Fédération
| #                                                            | Date       | Lieu      | Surface      | Gagnante(s)                       | Perdante(s)               | Score          |          |
|                                                              |            |           |              |                                   |                           |                |          |
| 1994 - 1er tour (groupe mondial) - Italie - Danemark - 2 : 1 |            |           |              |                                   |                           |                |          |
| 1                                                            | 19/07/1994 | Francfort | Terre (ext.) | Sofie Albinus Tine Scheuer-Larsen | Rita Grande Marzia Grossi | 6-74, 6-3, 6-2 | Parcours |
|                                                              |            |           |              |                                   |                           |                |          |
| 1994 - 2e tour (groupe mondial) - Italie - France - 0 : 3    |            |           |              |                                   |                           |                |          |
| 2                                                            | 20/07/1994 | Francfort | Terre (ext.) | Julie Halard Nathalie Tauziat     | Rita Grande Marzia Grossi | 6-4, 6-1       | Parcours |

## Classements WTA en fin de saison

### En simple
| Année | 1988 | 1989 | 1990 | 1991 | 1992 | 1993 | 1994 | 1995 |
| Rang  | 235  | 215  | 286  | 446  | 158  | 103  | 202  | 162  |

Source : (en) « Classements de Marzia Grossi », sur le site officiel du WTA Tour

### En double
| Année | 1988 | 1989 | 1990 | 1991 | 1992 | 1993 | 1994 | 1995 |
| Rang  | 301  | 111  | 351  | 347  | 301  | 308  | -    | 389  |

Source : (en) « Classements de Marzia Grossi », sur le site officiel du WTA Tour